# Gräberfeld von Västragården

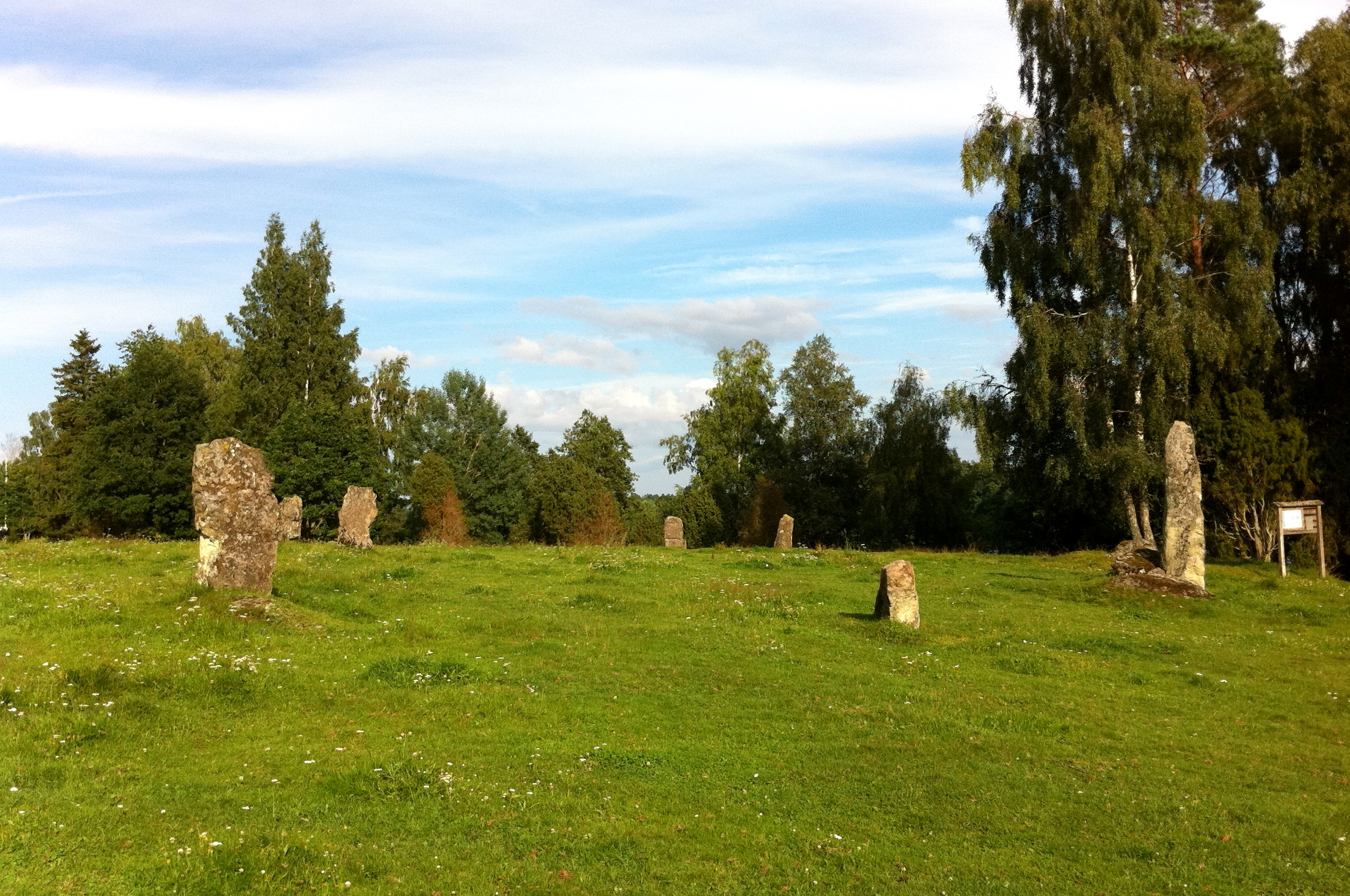
Gräberfeld von Västragården

Das Gräberfeld von Västragården ist ein prähistorisches Gräberfeld westlich von Sävsjö in der schwedischen Gemeinde Sävsjö in der historischen Provinz Småland.
Das Feld liegt nördlich der alten Straße von Sävsjö nach Vrigstad. Südlich des Gebiets befindet sich der See Sävsjön. Zum Areal gehören drei Gräberfelder, die jeweils in der Eisenzeit etwa im Zeitraum zwischen 500 vor bis zu 1050 Jahre nach Beginn unserer Zeitrechnung entstanden. Die Anlagen umfassen mehrere Steinsetzungen. Darunter befinden sich aufrechte Steine, aber auch Hügel und Gräber in Form eines Sterns mit drei Armen. Besonders bemerkenswert ist der im Gräberfeld befindliche Runenstein Västragårdstenen.